# 2005 VX3
2005 VX3 — невеликий астероїд, транснептуновий об'єкт, що є найвіддаленішим відомим тілом Сонячної системи. Його діаметр становить 7 км.
Середня відстань від Сонця дорівнює 1600 а. о., а афелій, тобто найдальша точка його орбіти знаходиться в 3000 а. о. (450 млрд км). Для порівняння Плутон, що знаходиться на краю Сонячної системи, не віддаляється від Сонця далі ніж на 49 а. о. Крім того, його перигелій лежить всередині орбіти Юпітера, а це значить, він також має найбільший орбітальний ексцентриситет для будь-якої відомої малої планети.

## Орбіта

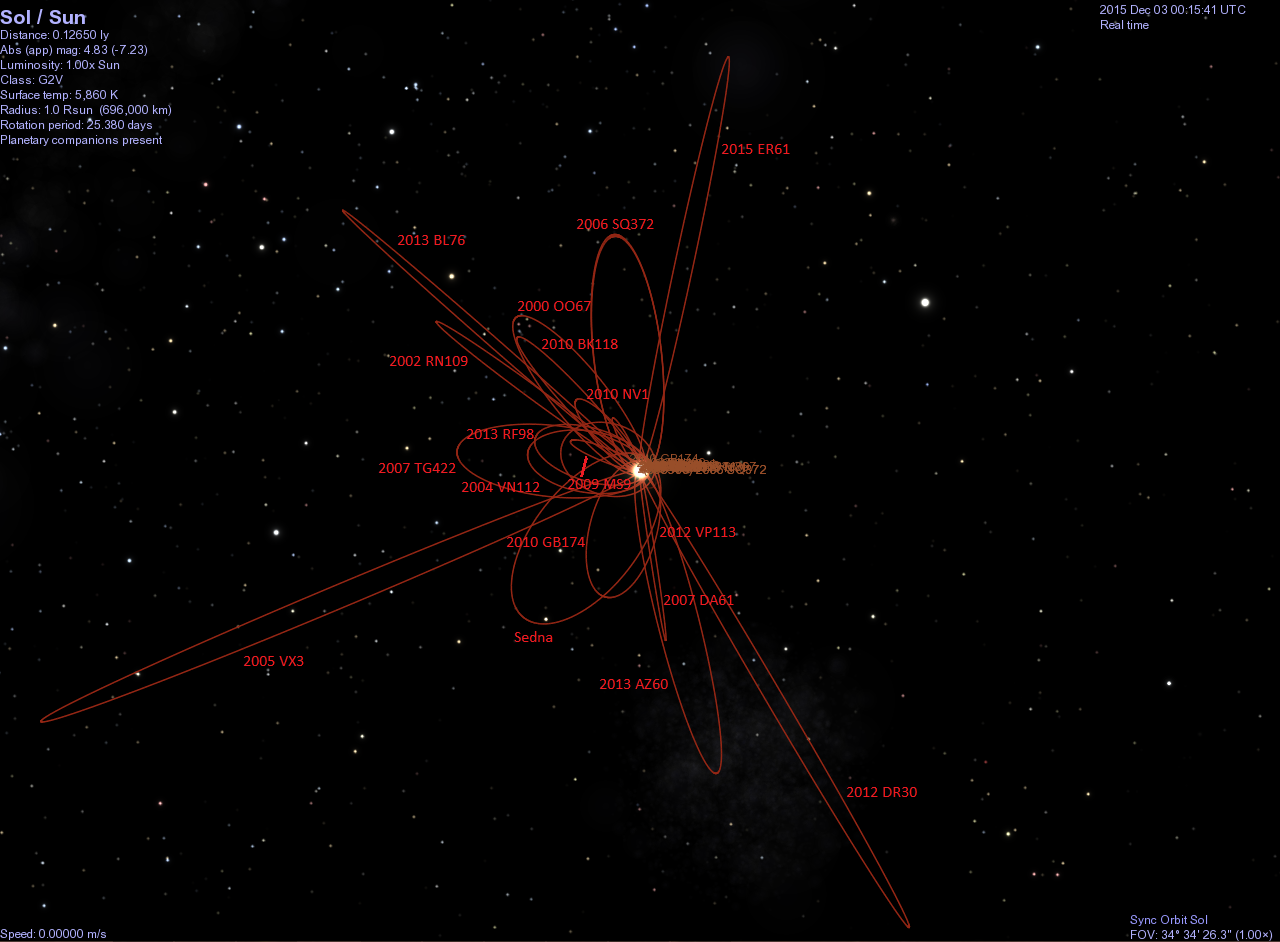
Орбіта 2005 VX 3 в порівнянні з орбітами найбільш віддалених транснептунових об'єктів. Змодельовано в програмі Celestia